# Chicholi
Chicholi là một thị trấn thống kê (census town) của quận Nagpur thuộc bang Maharashtra, Ấn Độ.

## Địa lý
Chicholi có vị trí 21°28′B 79°41′Đ / 21,47°B 79,68°Đ Nó có độ cao trung bình là 306 mét (1003 foot).

## Nhân khẩu
Theo điều tra dân số năm 2001 của Ấn Độ, Chicholi có dân số 18.474 người. Phái nam chiếm 52% tổng số dân và phái nữ chiếm 48%. Chicholi có tỷ lệ 79% biết đọc biết viết, cao hơn tỷ lệ trung bình toàn quốc là 59,5%: tỷ lệ cho phái nam là 83%, và tỷ lệ cho phái nữ là 74%. Tại Chicholi, 12% dân số nhỏ hơn 6 tuổi.